# Sonic Labyrinth
Sonic Labyrinth is een puzzel/platformspel uit de Sonic the Hedgehog-franchise. Het spel werd ontwikkeld voor de Sega Game Gear. Het spel is ook bespeelbaar in Sonic Adventure DX en in de PC-, PlayStation 2- en Xbox-versies van Sonic Mega Collection Plus.

## Gameplay
Het spel heeft een isometrische 3D-gameplay gelijk aan Sonic 3D. De speler bestuurt Sonic door een flipperkast-achtige arena, waarbij Sonic zich op kan rollen tot een bal om vijanden te verslaan en sleutels op te pakken. Met deze sleutels kan de poort naar het volgende level worden geopend.
De enige beweging die Sonic kan maken in het spel is de Spin Dash. Dit omdat Dr. Eggman Sonics schoenen heeft vervangen door schoenen die Sonics snelheid beperken, en die enkel kunnen worden uitgetrokken met behulp van chaosenergie.

## Levels
In Sonic Labyrinth zijn er in totaal vier zones, elk bestaande uit drie levels en een eindbaas. In elk level zijn drie sleutels verborgen die de poort openen naar het volgende level. Tevens heeft elk level een tijdslimiet.
Sonic kan alleen ringen verzamelen tijdens de eindbaasgevechten. In deze gevechten verliest Sonic echter een leven na twee keer te zijn geraakt, ongeacht hoeveel ringen hij heeft.

## Platforms
| Jaar | Platform     |
| ---- | ------------ |
| 1995 | Game Gear    |
| 2012 | Nintendo 3DS |

## Ontvangst
Sonic Labyrinth deed het maar matig qua verkoopcijfers. Het spel werd ook zwaar bekritiseerd vanwege het gebrek aan snelheid, de graphics en de muziek.
| Beoordeeld door                 | Platform  | Datum         | Score |
| ------------------------------- | --------- | ------------- | ----- |
| GamePro (USA)                   | Game Gear | januari 1996  | 90%   |
| Joypad                          | Game Gear | februari 1996 | 85%   |
| Electronic Gaming Monthly (EGM) | Game Gear | januari 1996  | 48%   |